# Agrilus iracundus
Agrilus iracundus é uma espécie de inseto do género Agrilus, família Buprestidae, ordem Coleoptera.
Foi descrita cientificamente por Curletti, em 1995.